# VPBR-31 Split
VPBR-31 Split (preimenovana u Beograd 1990-ih) bila je fregata Jugoslavenske ratne mornarice, klasificirana kao veliki ophodni brod (VPBR). Izvorno to je bio sovjetski brod (Projekt 1159), a NATO oznaka klase bila je Koni. Porinut je 14. srpnja 1976. u brodogradilištu u gradu Zelenodolsku na Crnom moru. Jugoslavija je brod kupila 1980. godine, a 1982. kupuje još jedan takav brod VPBR-32 Kopar .
Brod je u sastavu taktičke grupe TG Kaštela 15. studenog 1991. sudjelovao u napadu na grad čije je ime nosio (vjerojatno jedini slučaj u povijesti). Nakon toga je bio oštećen, no nije bilo izravnih pogodaka koji bi učinili veću štetu. Ovako oštećeni Split prvo je pobjegao na Vis, a zatim u Boku kotorsku, gdje je u sastavu Mornarice SR Jugoslavije preimenovan u Beograd. Uskoro potom više nije bio u aktivnoj službi.
Godine 2013. fregata Split prodana je u Albaniju, odvučena u Drač i razrezana za staro željezo.

## Poveznice
- Fregate klase Koni